# Anemia sideroblastica

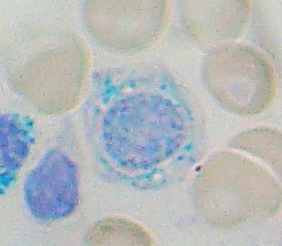

Sotto la denominazione di anemia sideroblastica vengono raggruppate alcune malattie del sangue che hanno in comune la comparsa di sideroblasti ad anello nel midollo osseo e di eritrociti ipocromici nel sangue periferico, dovuta a un deficit della sintesi dell'eme.
In questo gruppo di anemie l'organismo dispone del ferro necessario, ma non è in grado di incorporarlo nella molecola di emoglobina.

## Eziologia
Le anemie sideroblastiche si suddividono in congenite e acquisite.
L'anemia sideroblastica ereditaria si eredita come carattere legato al cromosoma X e trova la sua origine in una mutazione dell'enzima ALA-sintetasi (ALAS2).
Le forme di anemia sideroblastica secondaria possono essere secondarie all'assunzione di farmaci o sostanze tossiche (alcool, piombo) o possono essere espressione di una malattia neoplastica o di altra natura (ad es. artrite reumatoide).
A volte il disordine rappresenta una fase di sviluppo di un disordine generalizzato del midollo osseo che può portare alla leucemia acuta. Altre cause possono essere collegate ad avvelenamento da zinco o essere di tipo nutrizionale, come mancanza di rame o di piridossina dovuta ad alcolismo cronico.

### Anemia sideroblastica da farmaci
Esistono casi in letteratura di anemie sideroblastiche sviluppate dopo trattamenti farmacologici. Quelli più frequenti sono anemie associate all'uso dell'antitubercolare isoniazide, che regrediscono o con la sospensione del farmaco o con la supplementazione alimentare di vitamina B6 o piridossina. Anche l'antibiotico cloramfenicolo, raramente usato oggi, può causare soppressione dell'eritropoiesi ed anemia sideroblastica reversibile.
Per questi due composti è possibile spiegare la causa dell'anemia: l'isoniazide è un derivato dell'idrazina che può andare incontro a ciclo redox, con genesi di perossido di idrogeno che innesca stress ossidativo intracellulare.
Il cloramfenicolo invece, oltre ad andare incontro a riduzione del suo gruppo –nitro sull'anello fenilico, può inibire direttamente la DNA polimerasi mitocondriale.
Altri farmaci potenzialmente in grado di causare anemia sideroblastica sono:
- la trientina, chelante del rame per la terapia della malattia di Wilson;
- la penicillamina, usata nell'artrite reumatoide,
- e l'antibatterico linezolid.

## Patogenesi molecolare
La malattia è dovuta ad un'alterazione della sintesi dell'eme, che costituisce il gruppo prostetico (cioè la parte non proteica) di una serie di proteine tra cui l'emoglobina, la mioglobina e i citocromi, di cui la biosintesi avviene parzialmente nel mitocondrio.
Fino a circa un decennio fa, la vera patogenesi della malattia restava ignota nonostante fosse chiara la presenza di un disturbo del metabolismo del ferro. Ecco perché fu inizialmente ipotizzata la mutazione di uno degli enzimi della sintesi delle porfirine.
In verità, dal punto di vista clinico sono stati riportati casi in cui è presente la mutazione della isoforma II dell'enzima delta-aminolevulinico sintetasi (ALAS2); sono i casi di anemia sideroblastica ereditaria legata al cromosoma X (X-linked). Ma in altri pazienti con la stessa patologia, l'enzima non risulta mutato. Studi postumi hanno portato ad identificare una mutazione della proteina mitocondriale glutaredoxina 5 (GRX-5), una proteina ossido-riduttiva che bilancia l'equilibrio redox tra la forma ridotta (GSH) e quella ossidata (GSSG) del glutatione. La GRX-5 ha però una funzione aggiuntiva nel mitocondrio: serve alla costruzione dei centri ferro-zolfo di certe proteine respiratorie ed enzimi ossido riduttivi. La sua mutazione, quindi, compromette lo stato redox del mitocondrio e la sua catena respiratoria che porta come risultato alla eccessiva produzione di anioni superossido. Questi vengono trasformati dalla superossido dismutasi mitocondriale (SOD2) a perossido di idrogeno (H2O2), che innesca lo stress ossidativo principalmente sul glutatione e su certi enzimi del ciclo di Krebs. Viene così a crearsi un'interferenza sulla produzione di energia ed una cronica produzione di radicali liberi ossidanti.
L'ulteriore prova che la patologia ha base mitocondriale viene dalla scoperta di mutazioni specifiche a carico di due trasportatori del mitocondrio, in altri pazienti negativi per le mutazioni sopra citate: il trasportatore mitocondriale del ferro ABCB7 ed un altro chiamato SCL25A38, importante per la sintesi dell'eme. L'ABCB7, in particolare, quando mutato è responsabile della anemia sideroblastica X-linked associata ad atassia. Questi dati sottolineano ancora una volta che il difetto finale che porta alla patogenesi è un disturbo della sintesi dei centri ferro-zolfo (Fe-S) delle proteine ossido-riduttive.
Quale sia però il meccanismo con cui i radicali dell'ossigeno portino alla degenerazione neoplastica del sideroblasto, è ancora ignoto.

## Terapia
La terapia consiste nella somministrazione di piridossina, o vitamina B6, che risulta utile in quelle forme dove la mutazione dell'enzima ALAS2 permette di rispondere a questo cofattore, ma tale anemia difficilmente risponde ad altre terapie. Per contrastare l'accumulo di ferro, folati e chelanti risultano utili.
Sono riportati casi pediatrici di forme congenite trattate con successo attraverso trapianto di cellule staminali midollari.